# 霧鹿温泉

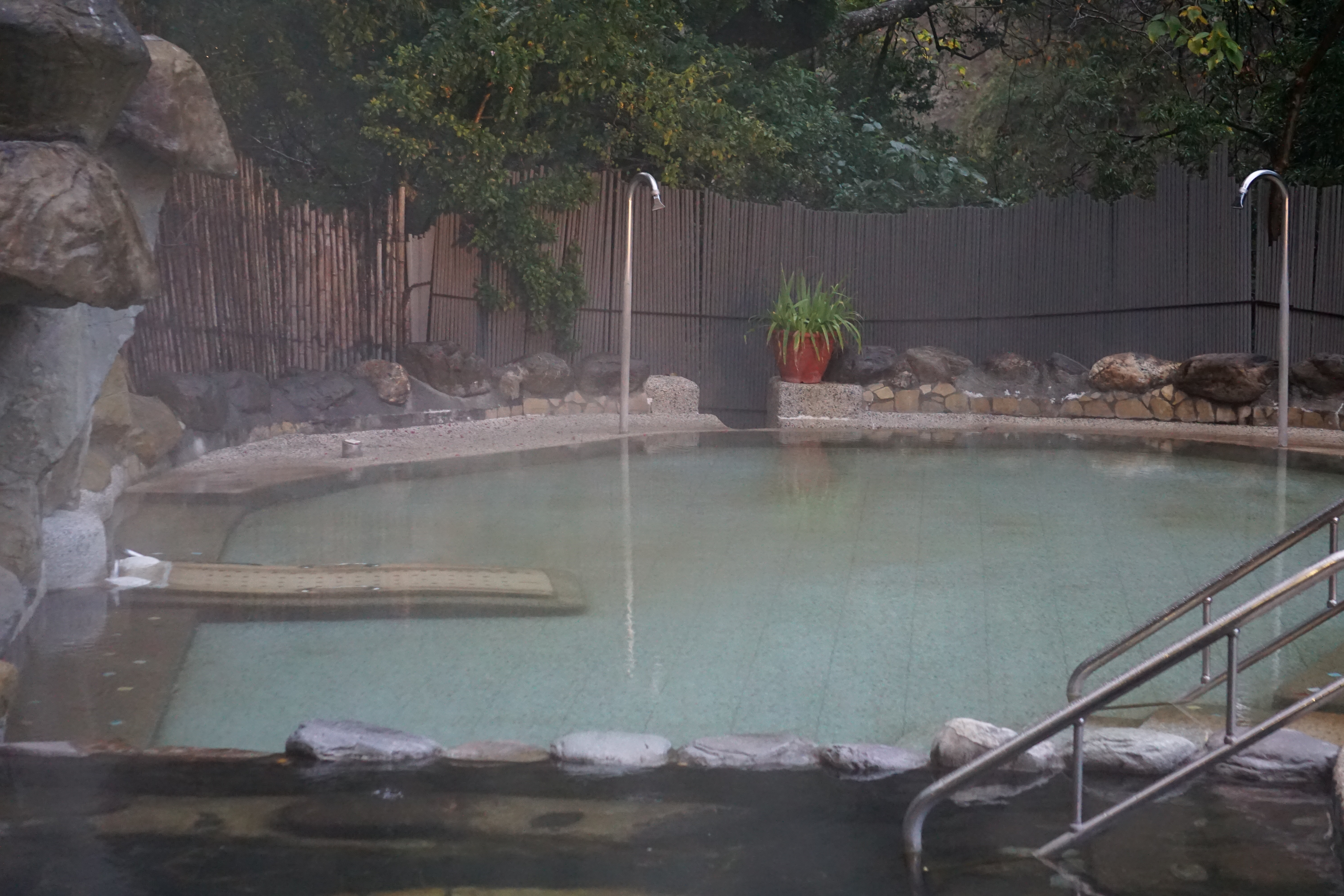
天龍飯店の露天温泉プール

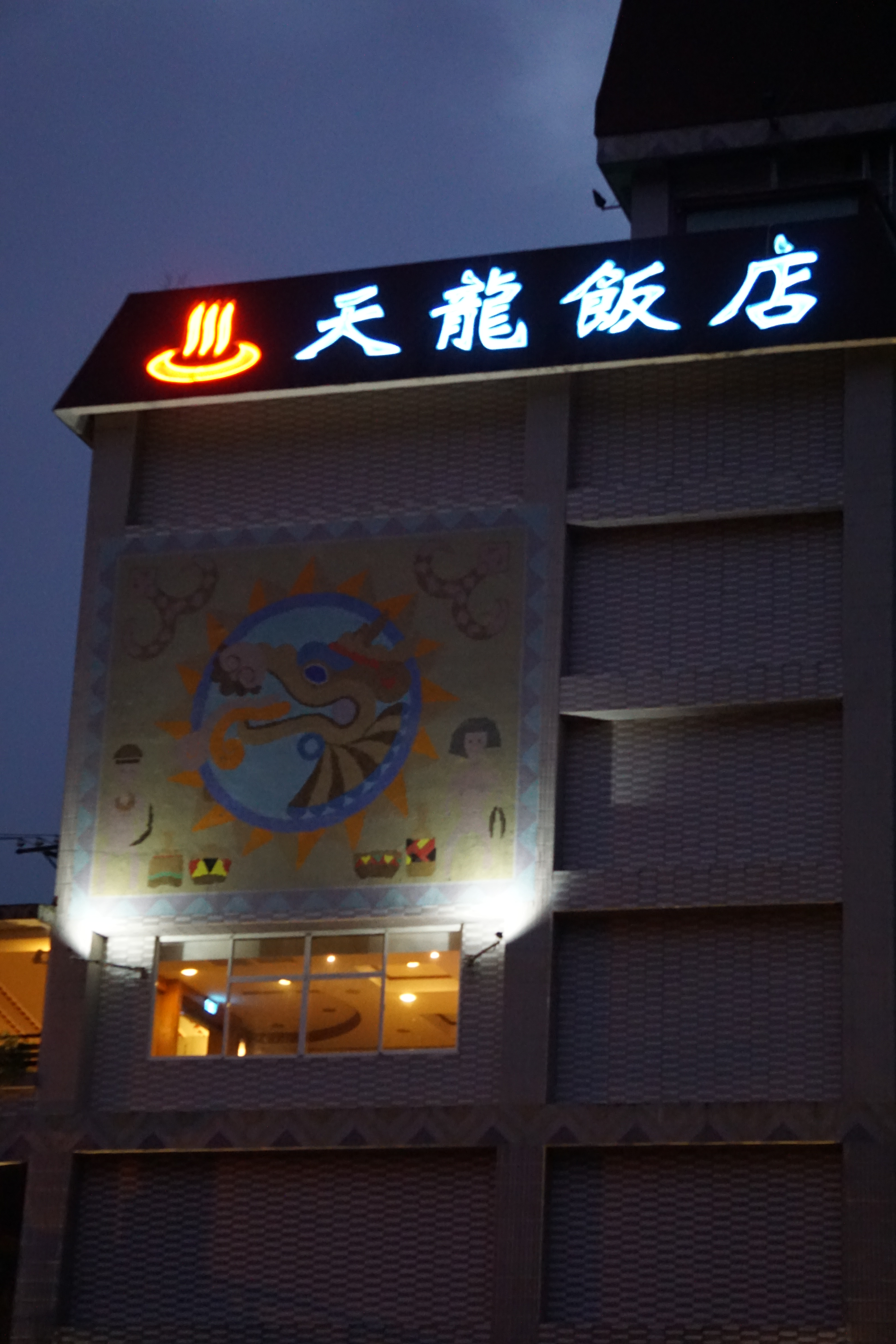
天龍飯店

霧鹿温泉（むろくおんせん wùlù wēnquán）は台湾の台東県海端郷霧鹿村にある温泉。海抜781メートルの南横公路（省道台20線）沿いに位置する。

## 温泉の特徴
源泉は新武呂渓沿いにあり、霧鹿峽谷の山壁にある亀裂から湧き出している。このため、源泉付近の岸壁は温泉に含まれる鉱物成分によりさまざまな色に染められている。
水温70℃～80℃、無色透明で雑味なく飲用可能。水素イオン濃度約7.5、弱アルカリ性の炭酸泉で俗に「美人湯」もしくは「送子温泉」と呼ばれる。

## 温泉街
天龍飯店というホテルが一軒宿として建つ。このホテルは台20線の東側ルートで設備が整っている唯一のホテルで、下記のような周辺観光地への拠点として使われることも多い。
温泉の周囲には天龍吊橋や霧鹿砲台のような日本統治時代の遺跡が残る。
また周辺には春にサクラが咲き誇る利稲村、六口温泉や碧山温泉などの温泉地、栗松温泉や轆轆温泉など山奥の野湯などが存在する。

## アクセス
台東より鼎東客運の利稲行きバスに乗り、霧鹿駅下車。